# Kent Kiehl
Kent Kiehl ist ein US-amerikanischer Neurowissenschaftler.
Kiehl promovierte 2000 an der University of British Columbia. Er ist Dozent für Psychologie an der University of New Mexico.
Kiehl erhielt 2005 die Genehmigung, Straftäter, die in den Gefängnissen von New Mexico einsaßen, zu einer Untersuchung mit der Magnetresonanztomografie einzuladen. Er untersuchte 1.200 Insassen und fand bei etwa 300 von ihnen eine Reduktion des limbischen Systems. In dieser Gehirnregion werden die Gefühle verarbeitet.